# Лош (коммуна)
Лош (фр. Loches) — муниципалитет (коммуна) во Франции, в регионе Центр, департамент Эндр и Луара.
Муниципалитет расположен на расстоянии около 220 км на юго-запад от Парижа, 110 км на юго-запад от Орлеана, 38 км на юго-восток от Тура.
Экономика в значительной степени ориентирована на туризм. В шахтах заброшенного карьера выращивают шампиньоны.

## Население
Население — 6 486 человек (2007).
| 1793  | 1800  | 1806  | 1821  | 1831  | 1836  | 1841  | 1846  | 1851  | 1856  | 1861  | 1866  |
| ----- | ----- | ----- | ----- | ----- | ----- | ----- | ----- | ----- | ----- | ----- | ----- |
| 4 800 | 4 342 | 4 304 | 4 558 | 4 774 | 4 753 | 4 581 | 5 058 | 5 191 | 5 156 | 5 267 | 5 154 |

| 1872  | 1876  | 1881  | 1886  | 1891  | 1896  | 1901  | 1906  | 1911  | 1921  | 1926  | 1931  |
| ----- | ----- | ----- | ----- | ----- | ----- | ----- | ----- | ----- | ----- | ----- | ----- |
| 4 964 | 5 085 | 5 096 | 5 141 | 5 132 | 5 182 | 5 161 | 5 115 | 5 346 | 4 652 | 4 754 | 4 761 |

| 1936  | 1946  | 1954  | 1962  | 1968  | 1975  | 1982  | 1990  | 1999  | 2006  | 2007  |
| ----- | ----- | ----- | ----- | ----- | ----- | ----- | ----- | ----- | ----- | ----- |
| 4 944 | 5 515 | 5 525 | 5 902 | 6 359 | 6 738 | 6 772 | 6 544 | 6 328 | 6 375 | 6 486 |

## Знаменитости, связанные с городом
- Агнесса Сорель (1409—1450), куртизанка XV века, возлюбленная французского короля Карла VII.
- Лодовико Сфорца (1452—1508), герцог Милана из династии Сфорца, талантливый ренессансный деятель.
- Жан Ла Балю (1421—1491), французский политический и церковный деятель, кардинал и дипломат, находился на службе у французского короля Людовика XI.
- Филипп де Коммин (ок. 1447—1511), французский дипломат и историк, советник королей Людовика XI и Карла VIII. Считается одним из родоначальников современной историографии, автор первых мемуаров на французском языке.
- Альфред де Виньи (1797—1863), граф, французский писатель.
- Луи Делапорт (1842—1925), французский исследователь и художник.
- Мари-Жозеф Лафайет (1757—1834), французский политический деятель. Участник трёх революций.
- Жак Вильре (1951—2005), французский киноактёр, комик.
- Пенен, Жан-Поль (1949-), Дирижёр

## Достопримечательности
- Донжон, построен около 1000 года, высотой 36 м.
- Hortus conclusus
- Королевский дворец, был одной из любимых резиденций Валуа во время Столетней войны.
- Королевские ворота, построены в XII—XV веках.
- Колокольня Сант-Антуан, городская колокольня высотой 52 м. Была построена между 1529 и 1575 годами.
- Карьер Виньемон (фр. Carrière de Vignemont), заброшенный карьер для добычи туфа, использующийся для выращивания шампиньонов.
- Замок Сансак (фр. Manoir de Sansac), знаменит своим асимметричным фасадом, именно здесь впервые встретились Франциск I и Карл V.

## Фотографии
- Саркофаг Агнессы Сорель
- Донжон
- Колокольня Сант-Антуан
- Королевский дворец